# NetFront

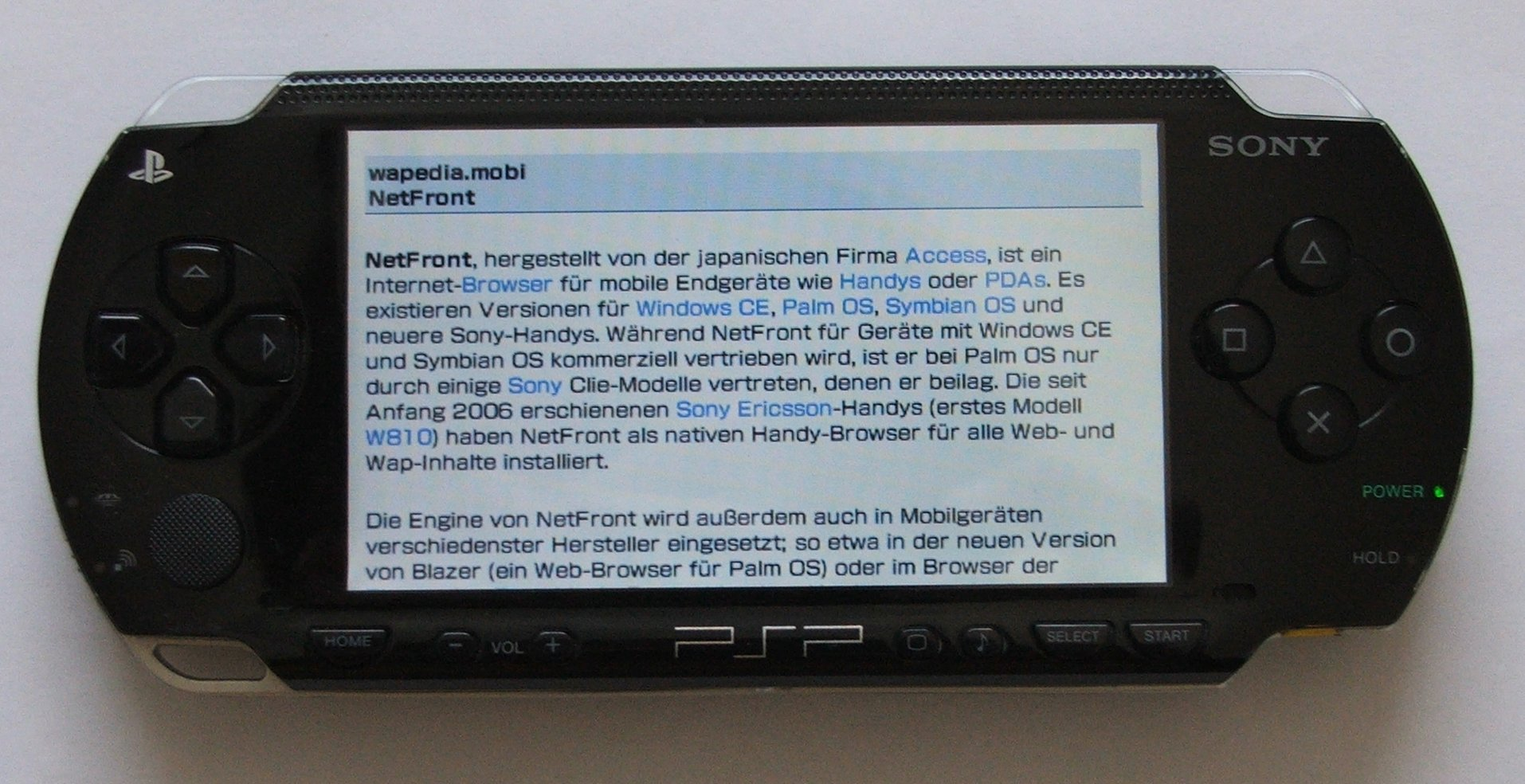
El navegador web de la PlayStation Portable se basa en NetFront.

NetFront es un micronavegador para dispositivos embebidos. Principalmente usado en teléfonos móviles, NetFront está disponible para muchas plataformas y es usado también en televisores digitales, codificadores de Televisión por satélite, PDAs, teléfonos web, Videoconsolas, terminales de correo electrónico y otros tipos de dispositivos.
NetFront soporta una gran variedad de arquitecturas compactas que ofrecen bajo consumo de energía. Ofrece fácil personalización y una amplia gama de plugins.
Desarrollado por la compañía Access Co. Ltd. de Japón, NetFront fue diseñado para funcionar como un navegador web embebido en dispositivos móviles. Nacido de la necesidad de renderizar HTML en dispositivos portátiles de bajo consumo de energía, NetFront ha evolucionado y actualmente es soportado por consolas de juegos tan avanzadas como PlayStation 4, PlayStation 3, PlayStation Portable, Nintendo 3DS o Nintendo Switch.
Este navegador convierte las tablas en una página web en filas verticales, eliminando la necesidad de desplazarse horizontalmente. El usuario puede aumentar o disminuir el zoom en páginas Web entre un 25% hasta un 100%, y puede seleccionar o desplazarse hacia cualquier lado de la página al estilo de los dispositivos Pocket PC. El software puede abrir hasta seis páginas a la vez (en seis ventanas) y el usuario puede saltar a cualquiera de ellas en cualquier momento.

## Sistemas operativos soportados
- Symbian OS: Serie 60, Serie 80, y UIQ
- Palm OS
- BREW
- REX OS
- Linux: (Android, MontaVista Linux, MontaVista Graphics, QtEmbedded, Qt Extended, GTK+, Red Hat, y otros)
- Familia Windows CE: Windows Mobile para  Pocket PC/Smartphone, CE.NET
- OSE
- QNX
- VxWorks
- ITRON
- Otros: OS-9, pSOS, Nucleus RTOS, etc.
- Nintendo 3DS
- PSP, PSP Web Browser
- PlayStation 3
- Wii U
- Nintendo Switch